# 高橋李依・上田麗奈 仕事で会えないからラジオはじめました。
『高橋李依・上田麗奈 仕事で会えないからラジオはじめました。』（たかはしりえ・うえだれいな しごとであえないからラジオはじめました）は、2017年7月31日から音泉にて配信されているラジオ番組。

## 概要
パーソナリティーの2人が同い年かつ事務所の同期であり、互いの自宅に泊まりに行くほどの仲であるものの長年仕事での共演を果たせず、そのことがきっかけで始まったラジオ｡
音泉プレミアムサポーター向けの番組であるが、前半部分のみ無料視聴が可能である。
第73回と74回は新型コロナウイルスの流行に伴い、リモートで収録が行われた。

### 配信日
- 音泉
  - 隔週月曜配信（2017年7月31日 - ）

### パーソナリティ
- 高橋李依
- 上田麗奈

## コーナー
ふつおた
リスナーからのふつおたコーナー。
ほんとは3時間ぐらい語りたいけどラジオなので3分ぐらい話します。
どんなくだらないことでも3時間ぐらい語れてしまう2人が、リスナーからトークテーマを募集し3分程度話すコーナー。
あつまれ 平成オタクの森
平成に流行ったアニメについてのメールをリスナーから募集し、それについて語るコーナー。

## ゲスト
イベントゲストは「イベント」項にて記載
- 第11回 - 田中美海[2]
- 第38回 - 雨宮天[3]
- 第119回 - 古賀葵[4]
- 第140回 - 木間萌、青山玲菜[5]
- 第143回 - 藤原夏海[6]
- 第154回 - Lynn[注 1][7]
- 第181回 - 伊駒ゆりえ、白田千尋[8]
- 第200回・201回・205回- 小原好美[注 2][9][10][11]

## イベント
イヤホンズ×<音泉>プレミアムサポーター祭 〜＜音泉＞プレミアムサポーターですか？ただの＜音泉＞サポーターですか？スーパープレミアムサポータークラブとイヤホンズはじめました〜
開催日：2018年2月18日
会場：幕張メッセ
出演者：高橋李依、上田麗奈、高野麻里佳、長久友紀
インターネットラジオステーション＜音泉＞祭り 2019冬
開催日：2019年3月2日
会場：舞浜アンフィシアター
出演者：天﨑滉平、内田彩、岡咲美保、角元明日香、楠木ともり、高野麻里佳、駒形友梨、下野紘、立花理香、野村香菜子、藤田茜、松井恵理子、松岡禎丞、鷲崎健、雨宮夕夏、飯田友子、五十嵐巧巳、卯野春香、坂下拓郎、佐藤元、千葉瑞己、徳留慎乃佑、星谷美緒、湊元りょう、村井美里、守屋亨香、高橋李依、上田麗奈
高橋李依・上田麗奈 仕事で会えないからラジオはじめて2年経ちました。イベント
開催日：2019年8月4日
会場：浅草橋ヒューリックホール
出演者：高橋李依、上田麗奈
高橋李依・上田麗奈 仕事で会えないからラジオはじめて5年経ちました。イベント
開催日：2022年11月13日
会場：山野ホール
出演者：高橋李依、上田麗奈、木間萌、青山玲奈
高橋李依・上田麗奈 仕事で会えないからラジオはじめて6年経ちました。イベント
開催日：2023年10月22日
会場：日経ホール
ゲスト：高橋李依、上田麗奈、Lynn（昼の部）、雨宮天（夜の部）
高橋李依・上田麗奈　仕事で会えないからラジオはじめました。イベント　〜高橋李依、上田麗奈、合同お誕生日会〜
開催日2025年1月12日
会場:日経ホール
出演者：高橋李依、上田麗奈

## 関連商品

### CD・DVD・Blu-ray
| 発売日         | タイトル                                                                          | 商品番号   |
| -------------- | --------------------------------------------------------------------------------- | ---------- |
| 2018年02月28日 | 「高橋李依・上田麗奈 仕事で会えないからラジオはじめました。」（ゲスト：田中美海） | TBCR-0986  |
| 2020年08月27日 | 「高橋李依・上田麗奈 仕事で会えないからラジオはじめました。」その2                | GOODS-0869 |
| 2021年01月09日 | 「高橋李依・上田麗奈 仕事で会えないからラジオはじめました。」その3                | TBCR-1236  |

| 発売日         | タイトル                                                                                             | 商品番号   |
| -------------- | --- | ---------- |
| 2019年05月29日 | 「高橋李依・上田麗奈 仕事で会えないからラジオはじめました。〜仲良し旅in伊豆〜」                      | TBBK-1103  |
| 2021年01月09日 | 「高橋李依・上田麗奈 仕事で会えないからラジオはじめました。〜本当に会えないとDVDはじめられません〜」 | TBBK-1209  |
| 2022年01月15日 | 「高橋李依・上田麗奈 仕事で会えないからラジオはじめました。〜私たち、夫婦になります〜」              | GOODS-0942 |
| 2023年01月14日 | 「高橋李依・上田麗奈 仕事で会えないからラジオはじめました。〜休みができたので旅行しちゃいました〜」  | TBXK-1332  |

### グッズ
「高橋李依・上田麗奈 仕事で会えないからラジオはじめました。」アクリルキーホルダーセット
2018年2月18日発売
音T「高橋李依・上田麗奈 仕事で会えないからラジオはじめました。」Tシャツ
2018年2月18日発売
「高橋李依・上田麗奈 仕事で会えないからラジオはじめました。」ライブで使いやすいサコッシュ
2019年3月2日発売
しごはじ No.81仲良しTシャツ ホワイト・ネイビー
2019年8月4日発売
「高橋李依・上田麗奈 仕事で会えないからラジオはじめました。」トレーディング缶バッジ
2019年9月25日発売
「高橋李依・上田麗奈 仕事で会えないからラジオはじめました。」トレーディング缶バッジその3
2021年1月9日発売
「高橋李依・上田麗奈 仕事で会えないからラジオはじめました。」デニムバケットハット
2022年12月中旬発売
「高橋李依・上田麗奈 仕事で会えないからラジオはじめました。」スウェット
2022年12月中旬発売
「高橋李依・上田麗奈 仕事で会えないからラジオはじめました。」トレーディング缶バッジその4
2022年12月中旬発売